# Supremacismo

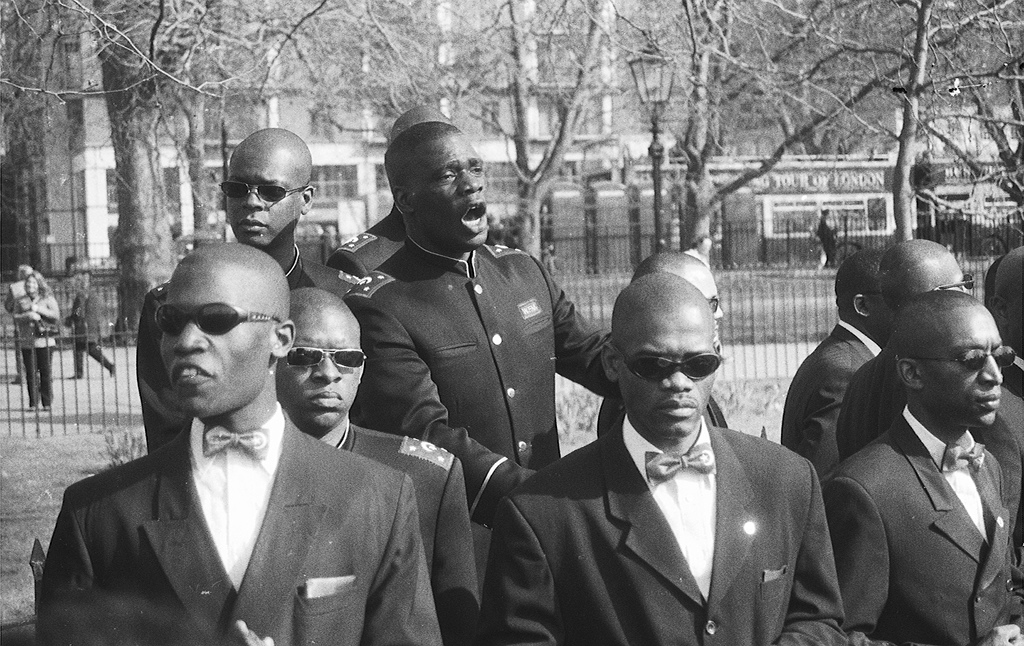
Membros da Nação do Islã em Londres, março de 1999

Supremacismo é a crença de que um determinado grupo de pessoas é superior a todos os outros. Supremacismo implica as formas particulares de crença na superioridade ou domínio natural de uma categoria de seres sobre outras, simplesmente porque alguém pertence ou se supõe pertencer a esta categoria, real ou suposta, refletindo-se na prática através da imposição de uma elite na frente de outras comunidades que são legal ou factualmente discriminadas.

## Supremacismo Árabe
É a crença na superioridade racial, cultural e étnica dos árabes sobre os não árabes do Oriente Médio, como africanos, negros, curdos, turcos e persas. A ideia da supremacia árabe surgiu com maior força após a destruição do Império Otomano, tendo suas raízes em várias ideologias como o pan-arabismo. O pan-arabismo é uma ideologia que promove a criação de um estado árabe que tem uma língua, cultura e etnia unificadas. Como qualquer ideologia que prega a unidade étnica em uma área multiétnica, o pan-arabismo foi usado como justificativa para o racismo contra os não árabes.

## Supremacismo branco

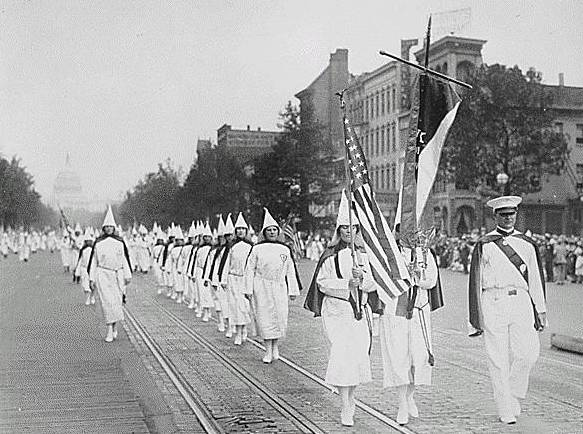
Marcha de integrantes da KKK em Washington, DC em 1928

É a crença de que os brancos são superiores às outras raças. As diferentes formas de supremacia branca levantam diferentes concepções de quem é considerado branco ao identificar, os grupos de supremacia branca, várias raças e inimigos étnicos em pessoas de ascendência africana, povos indígenas da América e Austrália e judeus. O termo também é usado para descrever o desenvolvimento dessa crença em uma ideologia política que impõe e mantém a discriminação social, política, histórica ou institucional posta em prática por meio de estruturas socioeconômicas e jurídicas como o comércio de escravos no Atlântico, leis Jim Crow nos Estados Unidos, a política da Austrália Branca e o apartheid na África do Sul. Grupos como os neonazistas e o KKK foram apontados como supremacistas brancos.

## Supremacismo indígena
É a crença de uma superioridade racial e cultural por parte dos povos indígenas contra outros grupos raciais, inclusive mestiços. O movimento etnocacerista desenvolve uma teoria que busca confrontar os indígenas contra os brancos onde tudo relacionado ao homem branco é destruído.

## Supremacismo negro
É a crença da supremacia racial de que os negros são superiores às pessoas de outras raças. A supremacia negra foi defendida pelo pregador jamaicano Leonard Howell no tratado do Movimento Rastafari de 1935, The Promised Key, onde ele se opôs às crenças da supremacia branca e defendeu a destruição dos governos brancos. Outro grupo identificado como supremacista negro é o Nação do Islã, que manifesta uma “teologia da superioridade inata dos negros sobre os brancos”, além de um forte anti-semitismo.